# 完泽台
完泽台（？—1302年），又作完者台，两任格鲁吉亚国王瓦赫坦二世与大衛八世的王后。
完泽台是伊儿汗国君主阿八哈之女，即成吉思汗的玄孙女。她的母亲可能是阿八哈的王后、拜占庭皇帝米海尔八世私生女瑪麗亞·巴列奧略，或阿八哈的妃子不鲁臣额格赤。
1289年瓦赫坦二世成为格鲁吉亚国王后，伊儿汗国君主阿鲁浑将妹妹完泽台许配给了瓦赫坦二世。不久，瓦赫坦二世于1292年去世，大衛八世继位为格鲁吉亚国王。在伊儿汗的同意下，大卫八世娶完泽台为妻。后来大卫八世开始反抗蒙古统治，1298年他派完泽台与伊儿汗国将军忽都鲁沙谈判。作为蒙古公主，忽都鲁沙对完泽台以礼待之。但后因大卫八世拒绝亲自前往谈判，伊儿汗决定不让完泽台回到大卫八世身边。因此，大卫八世于1302年再娶一妻，为哈马达·苏拉米里（Hamada Surameli）之女。